# Paralimnophila signifera
Paralimnophila signifera är en tvåvingeart som först beskrevs av Alexander 1931.  Paralimnophila signifera ingår i släktet Paralimnophila och familjen småharkrankar. Inga underarter finns listade i Catalogue of Life.